# Ourozeuktes
Ourozeuktes är ett släkte av kräftdjur. Ourozeuktes ingår i familjen Cymothoidae.
Kladogram enligt Catalogue of Life:
| Ourozeuktes | \| \| Ourozeuktes bopyroides \| \| \| \| \| \| Ourozeuktes caudatus \| \| \| \| \| \| Ourozeuktes monacanthi \| \| \| \| \| \| Ourozeuktes owenii \| \| \| \| |
|             | \| \| Ourozeuktes bopyroides \| \| \| \| \| \| Ourozeuktes caudatus \| \| \| \| \| \| Ourozeuktes monacanthi \| \| \| \| \| \| Ourozeuktes owenii \| \| \| \| |
|             | Ourozeuktes bopyroides |
|             | |
|             | Ourozeuktes caudatus |
|             | |
|             | Ourozeuktes monacanthi |
|             | |
|             | Ourozeuktes owenii |
|             | |